# 常達偉
常達偉（1964年—），生於台北。現任職於中央警察大學之外聘摔跤教官，第二屆中華武術摔跤協會理事長。台灣武術界名人，精通摔跤與太極拳等拳術。其祖父即為民初聞名於世界的中國武術泰斗－常東昇宗師。其父常會軍為常東昇之長子。

## 幼年習武
常達偉自年幼時即展現出對其祖父武藝的高度興趣，常東昇對他亦有高度期望。因此總是跟隨在常東昇身旁。當常還是個小孩時，常東昇就教他摔跤歌；摔跤歌的歌詞由摔跤的動作與技巧名稱所編成。直到七歲的時候已經能背誦該歌詞。九歲大時常東昇才開始教授摔跤動作與歌詞裡名稱的切確關聯。
常東昇不喜歡在公開場合教他。大多數的時間常達偉都在自己家裡的後院接受訓練，家中的後院充滿了練習摔跤的器械。一直到上了高中，開始與常東昇自己的一些摔跤學員，在一個有榻榻米的場地練習。但大多數的時間都只有祖孫兩人獨自練習。年紀更長後，訓練開始移到植物園，還有幾位較親近的弟子也一同練習。從此時開始訓練變的更密集與精進。學習的是保定摔跤裡最上層次的散手跤。
1986年常東昇的健康狀況忽然滑落，也就幾乎就沒有再能教常達偉新的東西。轉而開始要常達偉重新複習檢視所有學過的東西。希望要能夠更完備地了解整個常門武術系統。當時全世界的摔跤團體都主動籌款幫助常東昇支付醫療費用，但可惜這對病情並沒有太大的幫助。最後常達偉還在服兵役的期間，被召喚回家裡。幸得以見常東昇生最後一刻。在常東昇的喪禮過後，其家族亦正式於中國時報發佈新聞稿公佈常達偉為常門武術的傳人。
就像是所有武術家一樣，常也從其他的老師學得不少技藝。其中一位老師即是劉法孟的兒子。劉法孟被稱作＂鷹爪擒拿王＂，與常東昇私交甚篤。當常達偉還年輕時，劉子就常帶著他的子女來拜訪常東昇。而拜訪時時也就會教授常鷹爪翻子拳。

## 推廣摔跤事業
當常達偉還是大學生的時候，國立中央警察大學就破格聘請常做為學校摔跤隊的教練（警察大學規定任職教練者皆必須備有大學學歷）。而從輔仁大學畢業後，更進一步受聘擔任學校警察戰技教官。
之後經過介紹常曾到過美國、中國大陸及歐洲等地，舉辦各式之摔跤研討會、講習會、示範觀摩。在 2000 年九月十月份與 2006 年一月二月份的美國 Kung Fu Magazine 有兩期專訪。文中採訪了常達偉的職業，並回溯當年常東昇給他的訓練方法。同時也談到自己與常東昇日常生活上的私人互動與在孩童時代受訓的情境。
2008年三月接受英國 D.K.文化藝術旅遊出版事業集團專訪，以保定快跤與常式太極拳主題入選收錄於《武士之道－東方武術百科全書》之中。
在歐洲有許多常達偉的學生，如義大利的安東尼奧先生（Mr. Antonio Langiano）與西班牙的羅貝多先生（Mr. Roberto Sejio Lombao）等。該二位目前皆有在當地成立政府立案之摔跤協會並任理事長職務，於歐洲地區推廣摔跤運動並有定期舉辦國際級的摔跤錦標賽。安東尼奧先生另組織有歐洲摔跤聯合會，目前已有十五個（2010年）會員國。2001年常達偉在義大利羅馬市的登記世界常門武術聯盟為國際性團體，宗旨為集合了全世界的武術同好；推展保定快跤為主軸的常門武學。聯盟的成員遍及三大洲，歐洲摔跤聯合會與泛美洲摔跤協會都是其團體會員；常達偉任執行長一職。2008年四月，受頒泛美洲摔跤協會榮譽主席與十段段位頭銜。
常在台灣為為秉持其祖父生前訓示，於2006年成立中華武術摔跤協會，繼續在台灣各地主（承）辦摔跤錦標賽。並於2009年成功將摔跤項目推進中華國術國際聯盟總會正式賽程，在2009第十一屆世界國術錦標賽中承辦該項目。計有西班牙，法國，義大利，美國等代表隊參賽。
2009年五月，中國山西晋中市舉辦海峽兩岸三地跤王爭霸賽，常達偉受到邀請，組中華台北代表隊，以領隊身份參賽。

## 外部連結
- 中華武術摔跤協會
- 中央警察大學摔跤隊
- 義大利摔跤聯合會